# Férfi egyéni műkorcsolya az 1928. évi téli olimpiai játékokon
Az 1928. évi téli olimpiai játékokon a műkorcsolya férfi egyéni versenyszámát február 14-én és 15-én rendezték. Az aranyérmet a svéd Gillis Grafström nyerte. Magyar versenyző nem vett részt a versenyen.

## Eredmények
Hét bíró pontozta a versenyzőket. A pontok alapján a bírók mindegyikénél külön-külön kialakult egy sorrend, az egyes szakaszokban (kötelező elemek, kűr) és az összesítésnél is, ez egy helyezési pontszámot is jelentett. Az egyes szakaszok, valamint az összesítés eredménye a következő kritériumok alapján alakult ki:
1. „Többségi helyezések száma”. Az a versenyző végzett előrébb, akit a bírók többsége előrébb rangsorolt. A bírók többsége azt jelentette, hogy a legjobb 4 helyezést adó bíró helyezési pontszámait vették figyelembe, de ha a 4. bíró helyezésével még volt azonos helyezés, akkor az(oka)t is figyelembe vették. Ezt az adatot tartalmazza az oszlop. (Pl. a „6×3+” azt jelenti, hogy a versenyző 6 bírónál az első 3 hely valamelyikén végzett.)
2. „Helyezések összege” (az összes bíró helyezési pontszámainak összege)
3. „Pont” (az összes bíró által adott összpontszám)
4. A kötelező elemek pontszáma

### Kötelező elemek
A kötelező programot február 14-én rendezték.
| Hely. | Versenyző            | Nemzet                 | Többségi helyezések száma | Helyezések összege | Pont       |
| ----- | -------------------- | ---------------------- | ------------------------- | ------------------ | ---------- |
| 1.    | Gillis Grafström     | Svédország (SWE)       | 4×1+                      | 12,0               | 1630,75    |
| 2.    | Willy Böckl          | Ausztria (AUT)         | 5×2+                      | 14,0               | 1625,50    |
| 3.    | Robert Van Zeebroeck | Belgium (BEL)          | 4×4+                      | 28,0               | 1542,75    |
| 4.    | Marcus Nikkanen      | Finnország (FIN)       | 4×6+                      | 40,0               | 1480,00    |
| 5.    | Josef Slíva          | Csehszlovákia (TCH)    | 4×6+                      | 40,0               | 1469,00    |
| 6.    | Karl Schäfer         | Ausztria (AUT)         | 4×5+                      | 42,0               | 1463,75    |
| 7.    | Pierre Brunet        | Franciaország (FRA)    | 4×7+                      | 53,0               | 1447,75    |
| 8.    | Roger Turner         | Egyesült Államok (USA) | 4×8+                      | 68,0               | 1363,50    |
| 9.    | Jack Page            | Nagy-Britannia (GBR)   | 4×9+                      | 60,0               | 1424,00    |
| 10.   | Ludwig Wrede         | Ausztria (AUT)         | 4×9+                      | 64,0               | 1368,75    |
| 11.   | Montgomery Wilson    | Kanada (CAN)           | 5×13+                     | 81,0               | 1345,50    |
| 12.   | Werner Rittberger    | Németország (GER)      | 5×12+                     | 82,0               | nem ismert |
| 13.   | Sherwin Badger       | Egyesült Államok (USA) | 4×12+                     | 82,0               | 1324,00    |
| 14.   | Paul Franke          | Németország (GER)      | 4×12+                     | 83,0               | 1326,00    |
| 15.   | Ian Bowhill          | Nagy-Britannia (GBR)   | 5×15+                     | 98,0               | 1202,25    |
| 16.   | Jack Eastwood        | Kanada (CAN)           | 5×16+                     | 114,0              | 1136,25    |
| 17.   | Nathaniel Niles      | Egyesült Államok (USA) | 7×17+                     | 110,0              | 1154,25    |

### Kűr
A kűrt február 15-én rendezték. A pontszám a bírók által adott pontok 14-szerese.
| Hely. | Versenyző            | Nemzet                 | Többségi helyezések száma | Helyezések összege | Pont    |
| ----- | -------------------- | ---------------------- | ------------------------- | ------------------ | ------- |
| 1.    | Gillis Grafström     | Svédország (SWE)       | 6×2+                      | 12,5               | 1067,50 |
| 2.    | Willy Böckl          | Ausztria (AUT)         | 4×2+                      | 17,5               | 1057,00 |
| 3.    | Robert Van Zeebroeck | Belgium (BEL)          | 4×4+                      | 31,0               | 1036,00 |
| 4.    | Karl Schäfer         | Ausztria (AUT)         | 5×4+                      | 34,0               | 1008,00 |
| 5.    | Ludwig Wrede         | Ausztria (AUT)         | 4×5+                      | 40,5               | 973,00  |
| 6.    | Josef Slíva          | Csehszlovákia (TCH)    | 4×6+                      | 39,5               | 973,00  |
| 7.    | Pierre Brunet        | Franciaország (FRA)    | 6×8+                      | 48,0               | 945,00  |
| 8.    | Marcus Nikkanen      | Finnország (FIN)       | 5×9+                      | 61,0               | 899,50  |
| 9.    | Sherwin Badger       | Egyesült Államok (USA) | 6×11+                     | 61,5               | 885,50  |
| 10.   | Paul Franke          | Németország (GER)      | 5×10+                     | 67,5               | 889,00  |
| 11.   | Roger Turner         | Egyesült Államok (USA) | 4×10+                     | 68,5               | 882,00  |
| 12.   | Jack Page            | Nagy-Britannia (GBR)   | 4×11+                     | 68,5               | 864,50  |
| 13.   | Nathaniel Niles      | Egyesült Államok (USA) | 5×14+                     | 97,0               | 756,00  |
| 14.   | Ian Bowhill          | Nagy-Britannia (GBR)   | 4×14+                     | 100,0              | 707,00  |
| 15.   | Montgomery Wilson    | Kanada (CAN)           | 5×15+                     | 103,5              | 721,00  |
| 16.   | Jack Eastwood        | Kanada (CAN)           | 4×15+                     | 101,5              | 717,50  |
| –     | Werner Rittberger    | Németország (GER)      | nem indult                |                    |         |

### Végeredmény
| Helyezés | Versenyző            | Nemzet                 | Helyezési pontszámok bírónként | Helyezési pontszámok bírónként | Helyezési pontszámok bírónként | Helyezési pontszámok bírónként | Helyezési pontszámok bírónként | Helyezési pontszámok bírónként | Helyezési pontszámok bírónként | Több. hely. száma | Hely. össz. | Pont   |
| Helyezés | Versenyző            | Nemzet                 | 1                              | 2                              | 3                              | 4                              | 5                              | 6                              | 7                              | Több. hely. száma | Hely. össz. | Pont   |
| -------- | -------------------- | ---------------------- | ------------------------------ | ------------------------------ | ------------------------------ | ------------------------------ | ------------------------------ | ------------------------------ | ------------------------------ | ----------------- | ----------- | ------ |
| Arany    | Gillis Grafström     | Svédország (SWE)       | 1,0                            | 3,0                            | 3,0                            | 2,0                            | 1,0                            | 1,0                            | 1,0                            | 4×1+              | 12          | 2698,3 |
| Ezüst    | Willy Böckl          | Ausztria (AUT)         | 2,0                            | 1,0                            | 2,0                            | 1,0                            | 2,0                            | 2,0                            | 3,0                            | 6×2+              | 13          | 2682,5 |
| Bronz    | Robert Van Zeebroeck | Belgium (BEL)          | 3,0                            | 4,0                            | 1,0                            | 7,0                            | 3,0                            | 4,0                            | 5,0                            | 5×4+              | 27          | 2578,8 |
| 4.       | Karl Schäfer         | Ausztria (AUT)         | 4,0                            | 2,0                            | 4,0                            | 3,0                            | 6,0                            | 7,0                            | 9,0                            | 4×4+              | 35          | 2471,8 |
| 5.       | Josef Slíva          | Csehszlovákia (TCH)    | 5,0                            | 6,0                            | 8,0                            | 4,0                            | 5,0                            | 6,0                            | 2,0                            | 4×5+              | 36          | 2442,0 |
| 6.       | Marcus Nikkanen      | Finnország (FIN)       | 7,0                            | 5,0                            | 6,0                            | 8,0                            | 4,0                            | 10,0                           | 6,0                            | 4×6+              | 46          | 2379,5 |
| 7.       | Pierre Brunet        | Franciaország (FRA)    | 10,0                           | 7,0                            | 5,0                            | 9,0                            | 7,0                            | 8,0                            | 4,0                            | 4×7+              | 50          | 2392,8 |
| 8.       | Ludwig Wrede         | Ausztria (AUT)         | 8,0                            | 8,0                            | 7,0                            | 10,0                           | 8,0                            | 5,0                            | 7,0                            | 6×8+              | 53          | 2341,8 |
| 9.       | Jack Page            | Nagy-Britannia (GBR)   | 11,0                           | 10,0                           | 10,0                           | 11,0                           | 9,0                            | 3,0                            | 8,0                            | 5×10+             | 62          | 2288,5 |
| 10.      | Roger Turner         | Egyesült Államok (USA) | 9,0                            | 9,0                            | 9,0                            | 6,0                            | 12,0                           | 9,0                            | 13,0                           | 5×9+              | 67          | 2245,5 |
| 11.      | Sherwin Badger       | Egyesült Államok (USA) | 12,0                           | 12,0                           | 12,0                           | 5,0                            | 10,0                           | 11,0                           | 11,0                           | 4×11+             | 73          | 2209,5 |
| 12.      | Paul Franke          | Németország (GER)      | 6,0                            | 13,0                           | 11,0                           | 12,0                           | 11,0                           | 13,0                           | 10,0                           | 4×11+             | 76          | 2215,0 |
| 13.      | Montgomery Wilson    | Kanada (CAN)           | 13,0                           | 11,0                           | 13,0                           | 14,0                           | 13,0                           | 14,0                           | 14,0                           | 4×13+             | 92          | 2066,5 |
| 14.      | Ian Bowhill          | Nagy-Britannia (GBR)   | 14,0                           | 14,0                           | 15,0                           | 16,0                           | 14,0                           | 12,0                           | 16,0                           | 4×14+             | 101         | 1909,3 |
| 15.      | Nathaniel Niles      | Egyesült Államok (USA) | 16,0                           | 15,0                           | 16,0                           | 13,0                           | 15,0                           | 16,0                           | 12,0                           | 4×15+             | 103         | 1910,3 |
| 16.      | Jack Eastwood        | Kanada (CAN)           | 15,0                           | 16,0                           | 14,0                           | 15,0                           | 16,0                           | 15,0                           | 15,0                           | 5×15+             | 106         | 1853,8 |